# Регент
Ре́гент (лат. regere «управлять, царствовать») — правитель, кто правит страной при отсутствии, малолетстве, или болезни государя.
Ре́гентство (от лат. regens «правящий») — временное осуществление полномочий главы государства коллегиально (регентский совет) или единолично (регент) при малолетстве, болезни (безумие или другая продолжительная болезнь, лишающая монарха необходимых способностей), смерти монарха, не оставившего детей мужского пола, но оставившего беременную жену. Регентство учреждается из одного или нескольких лиц.
На конец XIX столетия во многих конституциях (бельгийской, баварской и других) было предусмотрено, что во время регентства не допускались никакие изменения конституции.

## Регентство в истории России
- Регентом при малолетнем князе Игоре с 879 года по 912 год был князь Олег Вещий.
- В малолетстве князя Святослава регентом с 945 года по 960 год была его мать, княгиня Ольга.
- Регентом в малолетство Дмитрия Донского был митрополит Алексий (Бяконт).
- До совершеннолетия Василия II Васильевича регентом была его мать Софья Витовтовна.
- В малолетство Ивана IV Васильевича регентом была его мать Елена Глинская, правившая до своей смерти (1538) вместе со своим фаворитом — князем И. Овчиной Телепневым-Оболенским.
- «Седьмочисленная комиссия» (Семибоярщина) была коллективным регентом при номинально избранном всероссийским царём королевиче Владиславе Вазе, фактически не прибывшем в Москву и не короновавшемся.
- До 1619 года, при Михаиле Фёдоровиче фактическим регентом была его мать.
- Софья Алексеевна была регентом при малолетних Петре I и Иване V.
- Фактическим регентом при 12-летнем Петре II до своей ссылки был Меншиков; официально государю помогал в управлении Верховный тайный совет, и он не считался несовершеннолетним или недееспособным.
- Анна Иоанновна назначила Бирона регентом при Иване VI, а затем, после свержения и ареста Бирона, регентшей была мать Ивана Анна Леопольдовна.
- Император Александр III 14 марта 1881 г. на случай своей смерти (была велика опасность покушения террористов-революционеров), до совершеннолетия его сына, указал, что «Правителем Государства и нераздельных с оным Царства Польского и Великого Княжества Финляндского» будет великий князь Владимир Александрович. Это же распоряжение оставалось в силе, если бы цесаревич Николай не дожил до династического совершеннолетия, и престол перешёл бы к следующему сыну Александра III. Императрице Марии Феодоровне «во всех случаях, означенных в предшедших 1-й и 2-й статьях сего Манифеста» оставлялось право опеки над своими детьми[5].
- 19 сентября 1996 года президент России Борис Ельцин подписал Указ № 1378 «О временном исполнении обязанностей президента Российской Федерации», передававший на время хирургической операции на сердце у Б. Ельцина все президентские полномочия в полном объёме председателю правительства России Виктору Черномырдину после дополнительного указа, в котором будет сказано, с какого дня и часа В. Черномырдин станет по совместительству временно и. о. президента Российской Федерации. Во время операции на сердце Б. Ельцина В. Черномырдин исполнял в соответствии с его указом обязанности президента РФ с 7.00 5 ноября 1996 года до 6.00 6 ноября[6].

За регентство часто велась острая политическая борьба. Например, после смерти Ивана IV его преемником стал сын Фёдор Иоаннович. В ночь смерти Ивана IV, 18 (28) марта 1584 года приверженцы Фёдора Иоанновича (бояре Богдан Бельский, Борис Годунов (шурин Фёдора), князь Иван Мстиславский, князь Иван Шуйский и Никита Юрьев (дядя Фёдора)) арестовали и отправили в ссылку родственников последней жены Ивана IV Марии Нагой. Её малолетнему сыну Дмитрию Ивановичу был дан в удел город Углич. Затем вспыхнула борьба между претендентами на регентство. 2 апреля того же года из Москвы были изгнаны Бельские, а в конце года «по болезни» отошёл от дел Никита Юрьев. В 1585 году был насильно пострижен в монахи князь Мстиславский. В мае 1586 года оказались в ссылке Шуйские. Борис Годунов стал единственным регентом при Фёдоре Ивановиче.
С 1797 года должности регента Российской Империи официально было присвоено наименование Правителя Государства. Согласно статьям 41-й, 42-й и 43-й Основных законов Российской империи несовершеннолетнему наследнику на случай вступления на Престол производилось назначение Правителя и Опекуна, «в одном лице совокупно» или «в двух лицах раздельно».
По мнению историка В. Ж. Цветкова, адмирал А. В. Колчак, став Верховным правителем так же являлся по сути регентом — правителем государства при вакантном Престоле, до тех пор, пока новоизбранное Учредительное Собрание не решит вопрос о форме правления и не вручит власть избранному лицу или органу. так как после акта непринятия Престола Михаилом Александровичем носителем временной верховной власти оказалось Временное правительство, а так как Уфимское Государственное Совещание заявило о своей правопреемственности в отношении Временного правительства, то, следуя принципам фактического правопреемства, Колчак получил статус «Правителя» от всероссийской власти, выраженной Советом министров Временного Всероссийского правительства. Титул «Верховный Правитель», по мнению Цветкова, правильнее отождествлять с Престолоблюстителем, но не как с лицом, «занимающим» Престол.

## Регентство в истории Европы

### Англия / Великобритания
- В период малолетства Генриха VI (1422—1430-е) лордом-протектором Англии был его дядя Хамфри Ланкастерский, герцог Глостер, а регентом Франции (Столетняя война) — другой дядя Джон Ланкастерский, герцог Бедфорд.
- После смерти Эдуарда IV при его малолетнем сыне Эдуарде V (1483) лордом-протектором Англии был его дядя Ричард, герцог Глостер, вскоре сместивший племянника и короновавшийся как Ричард III.
- В царствование вступившего на престол малолетним короля Эдуарда VI (1537—1553, король с 1547), лордом-протектором был сначала Эдуард Сеймур, 1-й герцог Сомерсет, дядя короля по матери. После его свержения в 1549 лорд-протектор официально более не назначался. Фактически регентом был Джон Дадли, граф Уорик (с 1551 года — герцог Нортумберленд).
- В 1811—1820 (эпоха Регентства) по причине безумия короля Георга III регентом был его сын, будущий Георг IV.

### Венгрия
- Янош Хуньяди — в малолетство Ладислава Постума с 1446 по 1453.
- Иосиф Август Австрийский — в октябре 1918 и августе 1919.
- Миклош Хорти — в отсутствие монарха с 1920 по 1944.

### Германия

#### Бавария
- Луитпольд Баварский — по причине безумия королей Людвига II и Оттона I с 1886 по 1912.
- Людвиг — по причине безумия короля Оттона I с 1912 по 1913; впоследствии стал королём Людвигом III.

### Греция
- Павлос Кунтуриотис — дважды с 28 октября по 17 ноября 1920 года и с 20 декабря 1923 по 25 марта 1924 года.
- Ольга Константиновна — с 17 ноября по 19 декабря 1920 года.
- Георгиос Кондилис — после консервативного переворота с 10 октября по 25 ноября 1935 года.
- Дамаскин — с 31 декабря 1944 по 23 сентября 1946 года.
- Константин — в связи с болезнью короля Павла с 20 февраля по 6 марта 1964 года, впоследствии стал королём Константином II.
- Георгиос Дзойтакис — в период диктатуры Чёрных полковников с 13 декабря 1967 по 21 марта 1972 года.
- Георгиос Пападопулос — в период диктатуры Чёрных полковников с 21 марта 1972 по 31 мая 1973 года.

### Исландия
- Свейдн Бьёрнссон — с 1941 по 1944 (в период немецкой оккупации Дании, король которой Кристиан X был также и королём Исландии, и до провозглашения независимой республики).

### Испания
- Марианна Австрийская — в малолетство и недееспособность своего сына Карла II с 1665 по 1677.
- Мария Кристина Старшая — в малолетство своей дочери Изабеллы II с 1833 по 1840.
- Мария Кристина Младшая — в малолетство своего сына Альфонса XIII с 1886 по 1902.
- Франсиско Франко — в отсутствие монарха с 1947 по 1975.

### Италия

#### Сицилия
- Маргарита Наваррская — в малолетство Вильгельма II Сицилийского с 1166 по 1172.

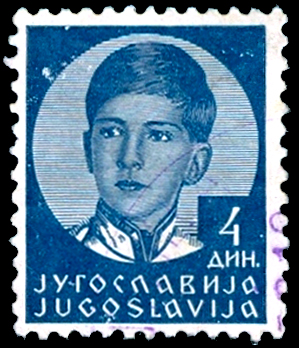
Пётр II (1936)

#### Тоскана
- Кристина Лотарингская — в малолетство своего внука Фердинанда II Тосканского с 1621 по 1632, совместно с Марией Магдалиной Австрийской с 1621 по 1631.

### Люксембург
- Анри — при своём отце Жане с 3 марта 1998 по 7 октября 2000 года.

### Норвегия
- Хокон — с 25 ноября 2003 года по 12 апреля 2004 года, с 29 марта по 1 апреля 2005 года и с 9 января 2020 года по сей день.

### Польша
- Добеслав Курозвенцкий — в отсутствие монарха с 1382 по 1384.
- Софья Гольшанская и Збигнев Олесницкий — совместно в июне-июле 1434.
- Ян Чижовский и Войцех Мальский — совместно с 1444 по 1447.

### Финляндия
- Пер Эвинд Свинхувуд — при избранном, но не прибывшим в страну и не коронованном короле Фредерике-Каарле в 1918.
- Карл Густав Эмиль Маннергейм — в отсутствие монарха с 1918 по 1919.

### Франция
- Анна Киевская — в малолетство Филиппа I.
- Бланка Кастильская — в малолетство Людовика IX.
- Филипп Пуатье — после смерти Людовика X и при его малолетнем сыне Иоанне I (1316).
- Филипп Валуа — после смерти Карла IV и до рождения его ребёнка, оказавшимся девочкой (1328). Филипп стал впоследствии королем Франции.
- Анна де Валуа (Анна Французская) — в малолетство Карла VIII.
- Луиза Савойская — в отсутствие своего сына Франциска I с 1515 по 1516 и с 1524 по 1526.
- Екатерина Медичи — в малолетство Карла IX и временно после его смерти до возвращения из Речи Посполитой Генриха III.
- Мария Медичи — в малолетство Людовика XIII.
- Анна Австрийская — в малолетство Людовика XIV.
- Герцог Филипп II Орлеанский — в малолетство Людовика XV.

### Югославия
- Павел Карагеоргиевич — в малолетство Петра II с октября 1934 по март 1941 года.

### Другие примеры

#### Венгрия
Во время революции с апреля по август 1849 года Лайош Кошут являлся президентом-регентом Венгерского государства.

#### Сан-Марино
Хотя Сан-Марино является республикой, коллективные главы государства и правительства в этой стране называются капитанами-регентами.

#### Эстония
В 1937—1938 годах глава государства и правительства в Эстонской Республике назывался Президентом-Регентом.

## Регентство в истории Османской империи
Регент в Османской империи — naib-i-sultanat (регент султаната).
- Халиме Султан — при сыне Мустафе I.
- Кёсем Султан — при сыновьях Мураде IV, Ибрагиме I и при внуке Мехмеде IV (совместно с Турхан Султан).
- Турхан Султан — при сыне Мехмеде IV.

## Регентство в истории Азии

### Индонезия
См. Регентство (Индонезия).

### Иран
- Карим-хан — регент шаха Исмаила III, правивший от его имени с 1747 по 1779 годы и вошедший в историю Ирана как один из самых мудрых правителей.
- Джалаледдин Техрани — глава Регентского совета с 13 по 22 января 1979 года.

### Камбоджа
- Сисоват Монирет — глава Регентского совета с 6 апреля по 13 июня 1960 года.
- Чеа Сим — с 7 по 10 октября 2004 года, между отречением короля Нородома Сианука и воцарением короля Нородома Сиамони.

### Китай

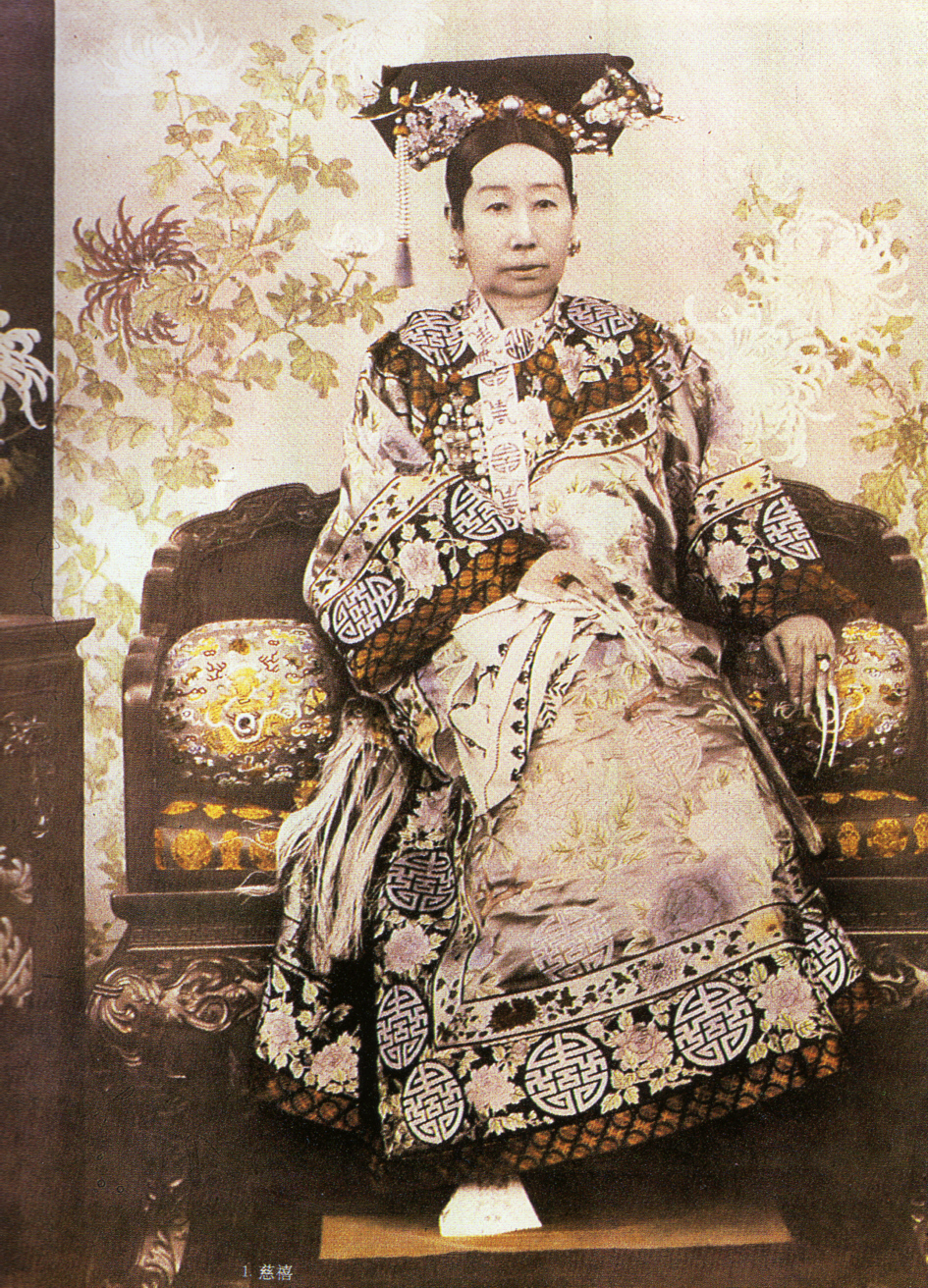
Вдовствующая императрица Цыси, 1890

- Чжоу-гун — регент, спасший династию Чжоу, подавив попытку реставрации династии Шан.
- Люй Бувэй — регент, а затем и первый министр Цинь Ши Хуана. Подозревавшийся в том, что именно он является настоящим отцом императора Цинь Ши Хуана (Люй Бувэй подарил отцу будущего Цинь Ши Хуана наложницу, родившую ему наследника, и злые языки затем через многие годы утверждали, что наложница была уже беременна от него самого).
- Вдовствующая императрица Люй-хоу — до восшествия на престол вдовствующей императрицы Цы Си (через две тысячи лет) считалась символом тиранического правления. В отличие от Цы Си, чьё правление завершилось крушением Китайской Империи, при Люй-хоу, несмотря на её жестокость, годы её правления были благополучными — в стране развивалось земледелие, а население жило в довольстве.
- Кан Си — император, пришедший ко власти путём свержения своего регента.
  - Обой — глава совета регентов при малолетнем Канси[англ.].
  - Сонготу — дядя Канси, пришедший ко власти путём свержения совета регентов, фактически правивший от имени Канси в течение 9 лет, пока не был свергнут, официально являлся первым министром, фактически выполнял функции регента при юном Канси.
  - Вдовствующая императрица Цыань — регент империи, во время малолетства императоров Тунчжи и Гуансюя.
- Вдовствующая императрица Цы Си — самый известный в китайской истории регент, пережившая многих гораздо более молодых императоров (и подозревавшаяся в их убийстве). Пу И — единственный император, переживший Цы Си, одновременно является последним китайским императором.

#### Тибет
- Деси Сангье Гьяцо — регент (тиб. деси) Пятого Далай-ламы Нгава́нг Лобса́нг Гьяцо́

### Таиланд
- Прем Тинсуланон — с 13 октября по 1 декабря 2016 года, день провозглашения королём Маха Вачиралонгкорна — единственного сына умершего короля Пхумипона Адульядета.

### Япония
- принц-регент Сётоку — сыгравший важную роль в распространении буддизма в Японии, также переименовал страну из Ямато в Японию и провёл ряд других важных реформ включая написание первой японской конституции.
- дом Фудзивара — веками правивший (до прихода к власти самураев) от лица малолетних императоров.
- дом Ходзё — веками правивший от лица малолетних сёгунов, правивших от лица малолетних или марионеточных императоров (марионетка правит марионеткой).

## Регентство в истории Америки

### Мексика
- Агустин Итурбиде — президент Регентского Совета империи с 24 августа 1821 по 21 мая 1822 года, в последствии император Агустин I.
- В 1863—1864 годах существовал регентский совет, избравший императором Мексики Максимилиана Габсурга.

## Регентство в истории Африки

### Свазиленд / Эсватини
- Дзеливе — в малолетство Мсвати III с 21 августа 1982 по 9 августа 1983 года, была свергнута.
- Нтфомби — в малолетство Мсвати III с 9 августа 1983 по 24 апреля 1986 года.